# Brachymeria nephantidis
Brachymeria nephantidis är en stekelart som beskrevs av Charles Joseph Gahan 1930. Brachymeria nephantidis ingår i släktet Brachymeria och familjen bredlårsteklar.
Artens utbredningsområde är Sri Lanka. Inga underarter finns listade.